# 中站区
中站区（ちゅうたん-く）は中華人民共和国河南省焦作市に位置する市轄区。

## 行政区画
- 街道:李封街道、王封街道、朱村街道、馮封街道、竜洞街道、月山街道、丹河街道、許衡街道、府城街道、竜翔街道